# Knud Søndergaard
Knud Søndergaard (Vester Skerninge, 20 marzo 1936) è un attivista danese.

## Biografia
È stato il Presidente dell'Associazione dei Sordi e degli Ipoudenti della Danimarca. È stato il secondo Presidente dell'Unione Europea dei Sordi, dal 1990 al 2005. Ha partecipato ai Deaflympics, dal 1961. È stato nominato membro onorato con un premio al Gallaudet University, nel 2009, per i suoi studi sulla storia e cultura dei sordi danesi. Nel 1999, è stato nominato membro onorario dell'International Committee of Sports for the Deaf. È stato il Presidente della Federazione Sport Sordi Danesi, dal 1971 al 1979.